# Honda C 110-serie
De Honda C 110-serie is een serie lichte motorfietsen die Honda begin jaren zestig uitbracht en die waren gebaseerd op de Honda Super Cub.
De Honda Super Cub was in 1958 op de markt gekomen en begon vanaf 1960 succesvol te worden in Zuidoost-Azië en de Verenigde Staten als licht vervoermiddel voor bezorgingen, woon-werkverkeer en boodschappen. Het was bepaald geen sportief model en vanaf 1960 ging men op basis van het 50cc-viertaktmotortje van de Super Cub ook sportievere modellen te bouwen, die meer vooral op woon-werkverkeer waren gericht.

## C 110 Super Sports Cub
In 1960 kwam de Honda C 110 Super Sport op de markt. De machine had net als de Super Cub een plaatframe en een geduwde schommelvork, maar het was nu een brugframe geworden, terwijl de Super Cub een laag doorstapframe had.
MotorDe motor was een luchtgekoelde kopklepmotor met stoterstangen en een boring/slagverhouding van 40 x 39 mm. Daardoor bedroeg de cilinderinhoud exact 49 cc. Het maximale vermogen bedroeg ongeveer 5 pk. De smering verliep via spatsmering met een zeef om de verontreinigingen op te vangen.
RijwielgedeelteDe machine had een geperst stalen brugframe met een normale swingarm achter en een geduwde schommelvork voor. Rondom waren trommelremmen toegepast.
TransmissieDe halfautomatische drieversnellingsbak met automatische koppeling van de Super Cub was vervangen door een normale voetgeschakelde drieversnellingsbak met een meervoudige natte platenkoppeling. Het achterwiel werd aangedreven door een ketting die volledig ingesloten was in de kettingkast.
OptischHonda markeerde haar sportieve modellen in die tijd nog door de uitlaat omhoog te buigen en dat was ook kenmerkend voor de C 110 Super Sports Cub. De kleurstelling was eenvoudig: de tank was wit en voorzien van knierubbers, de zijdeksels waren ook wit, maar het frame, de voorvork en de spatborden konden geleverd worden in scarlet red, wit, blauw of zwart. De machine kreeg standaard een duozadel en ook voetsteunen voor een duopassagier. Op het tankembleem stond "Sports Cub".

## C 110 Sport 50
Toen de C 110 Sport 50 in 1962 verscheen was de naamswijziging eigenlijk het belangrijkste verschil. Wellicht wilde men af van de brave verwijzing naar de "welp". Verder kreeg het duozadel nu een riem waar de duopassier zich kon vasthouden en de flanken van de tank werden verchroomd. De zijdeksels werden nu crèmekleurig en de overige kleuren bleven gelijk. De C 110 Sport 50 bleef tot 1969 in productie en de laatste versie had vier versnellingen.

## C 111
De C 111 was identiek aan de C 110 Sport 50, maar de uitlaat lag bij dit model laag. De C 111 kwam al in 1961 op de markt.

## C 115
De C 115 was ook identiek aan de C 110 Sport 50, maar had een 54cc-motor.
Hoewel de productie van de C 110-serie nog niet stopte, werd al vanaf 1967 een nieuwe serie 50cc-sportmodellen geïntroduceerd: de Honda SS 50.